# Cho Byunghwa
Cho Byung-Hwa (2 de mayo de 1921 - 8 de marzo de 2003) fue un destacado poeta, crítico y ensayista de Corea del Sur.

## Biografía
Cho Byunghwa, poeta, crítico y ensayista coreano fue también un atleta y pintor amateur. Nació en Anseong, provincia de Gyeonggi durante el periodo del dominio colonial japonés en Corea. Se graduó en la Escuela Normal Gyeongseong en Seúl y en 1945 finalizó sus estudios de Física en la Escuela de profesores de Tokio. Fue profesor en la Escuela secundaria de Incheon y en la Escuela de Bachillerato Seúl. Su carrera académica comenzó en 1959 cuando comenzó a trabajar en la Universidad Kyunghee. Se convirtió en decano de la Facultad de Educación de Kyunghee. En 1981 lo dejó y fue nombrado jefe del Departamento de Literatura Coreana de la Universidad Inha, donde más tarde fue decano de la escuela de máster. Fue presidente de la Asociación de poetas coreanos además de la Asociación de escritores coreanos. También fue presidente de la 4ª Conferencia Mundial de Poetas celebrado en Seúl.

## Obra
Después de entrar de forma oficial en el mundo literario en 1949 con el poemario La herencia que no quiero poseer (버리고 싶은 유산), que se publicó en 1949, publicó varias antologías de poesía. Sus primeras obras expresan el destino y el amor, las alegrías y las penas del hombre moderno con un ritmo y una forma estándar, pero en sus trabajos posteriores posa una mirada profunda a la existencia y el destino de la humanidad. Publicó más de cuarenta poemarios, además de numerosas obras de prosa.
Fue un poeta muy prolífico, en parte por el estilo puramente conversacional que emplea para expresar los problemas de la vida, la muerte y la esencia de la vida humana. Ha sido elogiado como el poeta que ha echado abajo el prejuicio de que la poesía moderna ha de ser oscura, y se ha ganado la simpatía de muchos lectores gracias a la cándida expresión y el lenguaje cotidiano que utiliza para hablar de los sentimientos y experiencias de su propia vida. Ha publicado cuatro libros de teoría poética y treinta colecciones de ensayos.

## Obras en coreano (lista parcial)
- Consuelo de un solo día (Harumanui wian)
- Antes de que el amor se vaya (Sarangi gagi jeone),
- Aquellos que viven esperando (Gidarimyeo saneun saramdeul)
- La razón de la coexistencia (Gongjonui iyu)
- Buscando la morada del tiempo (Siganui suksoreul deodeumeoseo)
- Mañana en algún lugar (Naeil eoneu jarieseo)
- Entre el polvo y el viento (Meonjiwa baram sai)
- Desde dentro y fuera de la ventana (Chang aneseo chang bakke)
- El camino hacia la niebla (Angaero ganeun gil)
- Promesa distante (Meonameon yaksok),
- Las estrella aparecen incluso en las noches oscuras (Eoduun bamedo byeoreun tteoseo)
- De paso (Jinaganeun gire)
- Soledad sin remordimientos (Huhoe eomneun godok)
- El llanto del camello (Nagtaui ureumsori)
- Pequeña flor que florece en tierra extranjera (Tahyange pin jag-eun deulkkot).

## Premios
- Premio Literario Asian Liberty, 1960
- Gran Premio de la Segunda Conferencia Mundial de Poetas, 1973
- Premio Cultural de la Ciudad de Seúl, 1981
- Premio del Consejo de Artes de Corea, 1985
- Premio Cultural Samil, 1990
- Premio Literario de la República de Corea, 1992